# Matthew Steven Johnson
Matthew Steven Johnson (nacido el 24 de mayo de 1963) es un asesino en serie y violador estadounidense que asesinó al menos a tres mujeres, todas ellas prostitutas y drogadictas, entre 2000 y 2001. También es sospechoso de las muertes de otras dos mujeres, pero no ha sido acusado de estos crímenes. Johnson fue declarado culpable de los tres asesinatos y sentenciado a 180 años de prisión.

## Biografía

### Primeros años
Johnson nació como uno de dos gemelos en una familia afroamericana con otros nueve hijos, y creció en los vecindarios de Blue Hills y Asylum Hill, en Hartford. Perdió la vista en uno de sus ojos a los 12 años, cuando le dispararon con una pistola de balines. Se le describía como un niño dulce, pero que manifestaba un comportamiento inmaduro, como chuparse el dedo cuando se le pedía hacer algo que no quería. Más adelante, su profesora de guardería le declaró a un psicólogo que Johnson era altamente agresivo e incapaz de lidiar con la negación.
Cuando llegó a la adolescencia, fue ingresado en el Centro Médico Infantil de Connecticut, donde se le evaluó en repetidas ocasiones. Aunque destacaba en música y educación física, Johnson tenía una capacidad académica limitada debido a su discapacidad intelectual; también sufría convulsiones, las cuales tenían que ser medicadas. Johnson registró un coeficiente intelectual de 69.
A la edad de 17 años, Johnson tenía muy poco contacto con su padre, pero todavía visitaba a su familia los fines de semana. También se había cansado de las evaluaciones y dejó de tomar su medicación, ya que dijo que le hacía sentirse mareado. Al llegar a la edad adulta en 1980, Johnson entró en depresión y comenzó a mezclar drogas con alcohol para calmarse. Sin embargo, en un cierto momento consiguió buscar ayuda en el Institute of Living, en Hartford, obteniendo su diploma de equivalencia de escuela secundaria antes de empezar a trabajar como obrero.

### Crímenes
A los 19 años, mientras vivía en un hogar para jóvenes con problemas, Johnson intentó matar a un guardia de seguridad durante un intento de robo dentro de la Catedral de San José en Asylum Hill. Fue sentenciado a 10 años en prisión por tal ataque, pero solo cumplió 4 años de su sentencia antes de ser liberado. Previamente, en mayo de 1980, robó y agredió a una mujer embarazada. En 1988, Johnson retuvo a la fuerza a una mujer en la calle, y casi dos años después, violó y golpeó a otra mujer. Fue capturado en ambas ocasiones debido a que las mujeres consiguieron identificarlo.
Luego de salir de prisión y convertirse en un vagabundo, Johnson comenzó a atraer a prostitutas drogadictas hasta zonas aisladas en Hartford. Tras tener relaciones sexuales con ellas, las estrangulaba antes de pisotearlas repetidamente, aplastando sus cuellos y cráneos en el proceso. Sus víctimas fueron:
- Aida Quiñones, de 33 años – asesinada en abril de 2000

- Rosali Jiménez, de 33 años – asesinada en agosto de 2000

- Alesia Ford, de 37 años – asesinada en julio de 2001

Aunque Johnson no ha sido acusado de los siguientes crímenes, sí es sospechoso de las muertes de dos mujeres que murieron de manera similar:
- LaDawn Roberts, de 28 años – encontrada muerta en un porche trasero en Garden Street en junio de 1999
- Rosalind A. Casey, de 32 años – encontrada muerta en Sigourney Street en junio de 2000

## Arresto y sentencia
Después de que Henry Lee, forense, lograra relacionar las muertes semejantes mediante los resultados de pruebas de ADN, las autoridades de la ciudad comenzaron la búsqueda del asesino. Recogieron muestras de semen, manchas de sangre y colillas de cigarrillos encontradas en cada uno de los cuerpos, las introdujeron en una base de datos de agresores sexuales condenados y obtuvieron una coincidencia para Matthew Steven Johnson, a quien arrestaron el 13 de enero de 2002 y posteriormente llevaron a juicio.
Durante la audiencia, Gabriel Jiménez, hermano de Rosali Jiménez, rogó al jurado que le diera a Johnson la pena máxima. Cuando se le solicitó responder, el acusado dijo que lo sentía por las familias de las víctimas, pero aun así se rehusó a admitir su culpabilidad. Al escuchar el veredicto, Johnson permaneció desplomado sobre su silla, mirando al frente y sin responder. La ley del estado de Connecticut solamente permite 60 años en prisión como pena máxima por asesinato (a menos que se cumplan circunstancias especiales), por lo que Johnson fue sentenciado a 60 años por cada cargo, que se cumplirían de manera consecutiva, sumando un total de 180 años.
En 2008, el Tribunal Supremo de Connecticut mantuvo el veredicto, después de que Johnson fracasara en su intento de persuadir al tribunal de que debería tener tres juicios separados por las muertes. También alegó de que era imposible que su ADN estuviera en las mujeres debido a que no había tenido relaciones sexuales desde 1982.